# Dogliola
Dogliola (Degliòle in abruzzese) è un comune italiano di 305 abitanti della provincia di Chieti in Abruzzo, facente parte dell'unione dei comuni del Sinello.

## Storia
Nel tardo impero romano è attestata la presenza di alcune ville. Presso il Monte Moro è stata ritrovata una necropoli. Tuttavia i primi documenti risalgono al XII secolo, tra questi documenti si può citare il documento che viene citata la donazione del 1115 di Ugo di Grandinato in favore dell'abate Giovanni di Sant'Angelo in Cornacchiano, quando dona il castello di Dogliola.

### Simboli
Lo stemma comunale e il gonfalone sono stati concessi con decreto del presidente della Repubblica dell'11 marzo 1991.
Il gonfalone è un drappo di giallo.

## Monumenti e luoghi d'interesse
Borgo fortificato
Il borgo fortificato di Dogliola comprende il centro storico con cerchia muraria e palazzo fortificato. Il borgo risale al XIV secolo mentre il palazzo fortificato al XVI secolo. L'abitato ha uno schema urbano a pettine che si sviluppa su un crinale. Le case-mura sono talvolta con scarpa. Numerosi sono i sottoportici e i resti di porte urbane. Vi sono anche i resti della Chiesa parrocchiale. Il palazzo fortificato corrisponde al palazzo Della Fazia.
Chiesa di San Rocco
La chiesa di San Rocco è sita in Piazza San Rocco. Risulta già esistente nel 1568. La facciata è in stile settecentesco. Il portale e la grande finestra superiore sono in pietra scolpita e risalgono al 1805. All'interno, a navata unica, vi è un organo ed alcuni dipinti di Nicola Sigismondi di Lanciano.
Fonte Vecchia
È sita in via della Fontana. Risulta precedente il XIX secolo e restaurata nel 1830 è stata ricostruita in stile moderno negli ultimi anni. Nei pressi si trova la Fonte Marina, posta sulla strada che porta a Fresagrandinaria.

## Società

### Evoluzione demografica
Abitanti censiti

## Cultura

### Eventi[11]
- 1º maggio: pellegrinaggio al santuario della Madonna del Carmine a Palmoli
- Feste Patronali:
  - 21 giugno: San Luigi
  - 20 giugno e 16 agosto: San Rocco

## Amministrazione
| Periodo        | Periodo        | Primo cittadino      | Partito                                                                    | Carica  | Note          |
| -------------- | -------------- | -------------------- | -------------------------------------------------------------------------- | ------- | ------------- |
| 6 giugno 1993  | 13 maggio 2001 | Antonio Frisco       | Democrazia Cristiana (1993-1997) Lista Civica di Centro-destra (1997-2001) | Sindaco | [ 12 ] [ 13 ] |
| 14 maggio 2001 | 15 maggio 2011 | Giovanni Giammichele | Lista Civica di Centro-sinistra                                            | Sindaco | [ 14 ] [ 15 ] |
| 16 maggio 2011 | in carica      | Rocco D'Adamio       | Lista Civica Rinascere                                                     | Sindaco | [ 16 ] [ 17 ] |